# Ulrich de Maizière
Pour les articles homonymes, voir Maizière.
Karl Ernst Ulrich de Maizière dit Ulrich de Maizière, né le 24 février 1912 à Stade en province de Hanovre et mort le 26 août 2006  à Bonn, est un général allemand, issu d’une famille française de la noblesse huguenote originaire de Maizières-lès-Metz. 
Durant la Seconde Guerre mondiale, il est l’adjoint du général Adolf Heusinger, le chef d’état major adjoint de l’OKH (le haut-commandement de l’Armée de terre) et, de par cette fonction, l’un des témoins des derniers jours de Hitler. Dix ans après la fin du conflit, il sert dans la Bundeswehr, où il succède à Adolf Heusinger comme chef d’État-Major ; il exerce la fonction de 1966 à 1972.
Son épouse est morte en 2003. Son fils, Thomas de Maizière, a été ministre de la Défense de la République fédérale d’Allemagne de mars 2011 à décembre 2013 et ministre de l'Intérieur de décembre 2013 à mars 2018.

## Publications

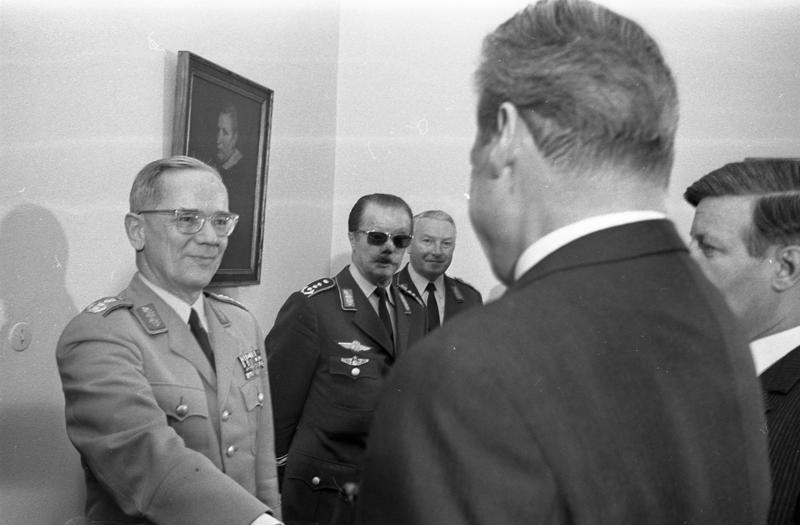
Le chancelier Willy Brandt félicitant Ulrich de Maizière, Bonn 1969.

- (de) Führen im Frieden : 20 Jahre Dienst für Bundeswehr und Staat, Munich, Bernard und Graefe, 1974, 328 p. (ISBN 3-7637-5136-X).
- (de) In der Pflicht : Lebensbericht eines deutschen Soldaten im 20. Jahrhundert, Herford, E. S. Mittler, 1989, 368 p. (ISBN 3-8132-0315-8).